# Węzeł (jednostka prędkości)
Węzeł (ang. knot), w skrócie w., kn lub kt – jednostka prędkości równa jednej mili morskiej na godzinę:
1 w. = 1 Mm/h = 1,852 km/h = 0,51(4) m/s.
Stosowana do określania prędkości:
- morskich jednostek pływających;
- w części państw i w ruchu międzynarodowym także statków powietrznych (samolotów, śmigłowców, szybowców, balonów);
- w meteorologii – pomocniczo do określania prędkości wiatrów i prądów morskich (zasadniczą jednostką jest m/s).

W żegludze śródlądowej używa się kilometrów na godzinę.

## Pochodzenie nazwy

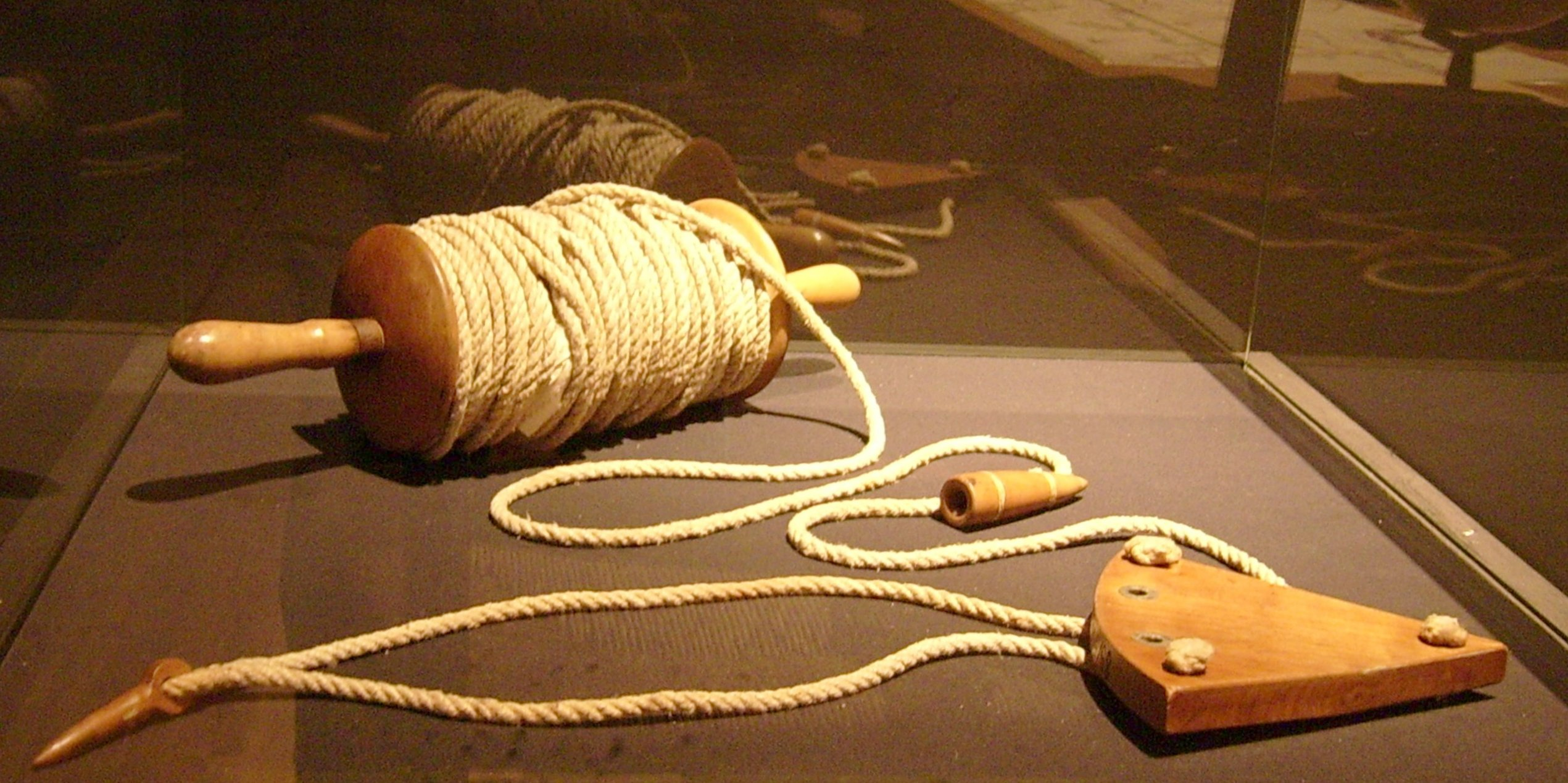
Log

W przeszłości pomiar prędkości na morzu odbywał się za pomocą linki logu (wyrzuconej za burtę boi lub kawałka drewna, który pozostaje względnie nieruchomy względem powierzchni wody; drugi koniec linki nawinięty jest na swobodnie dający się rozwijać kołowrotek ustawiony na rufie statku), na której co 47 stóp i 3 cale (= 14,4018 metra) zawiązany był węzeł. Podczas pomiaru prędkości statku jeden marynarz trzymał przesuwającą się między palcami linkę z odwijającego się kołowrotka, a drugi mierzył czas standardową żeglarską klepsydrą (czas przesypywania się piasku w takiej klepsydrze wynosił 28 sekund). Liczba węzłów zliczonych przez marynarza w tym czasie określała prędkość statku (1 zliczony węzeł = 14,4018 m/28 s, czyli 1,85166 km/h). A zatem z błędem nie większym niż wspomniane 1,85166 km/h oddawała prędkość statku względem powierzchni wody w milach morskich na godzinę.